# Батвиньевы
Батвиньевы (Ботвиньевы) — старинный русский дворянский род, восходящий к XVI веку. Его родоначальник, Третьяк Михайлов сын Ботвиньев, записан в десятне Московского уезда за 7086 (1578) год в разделе III, в числе детей боярских, которые прежде были "написаны во 150 четвертях, а ныне по боярскому приговору написаны в 200 чети для того, что оне собою добры и на Москве живут без съезду". Третьяк "денежного жалованья не взял, бил челом о неделях". То есть, взамен денег просил поместье. Записан он и в десятне Московского уезда 1586 года. 
В следующем, 1587 году он получил поместье в Одоевском уезде. Сохранилась так называемая "Ввозная грамота" на этот счёт: "От царя и великого князя Федора Ивановича всем Руси в Одоев на посад за реку за Упу в емскую слободу, по обе стороны врага Ребинки, и одоевская же слобода отставлена тому лет с десять, а ныне деи в Одоеве охотником быти не велено ж, и ныне деи та ямская слобода порожжа, не отдана никому, всем крестьяном, которыя в тои слободе живут. Пожаловал есми тою ямскою слободою Третьяка Михайлова сына Ботвиньев да Микиту Лункова сына Колупаева...". Христианское имя Третьяка Ботвиньеа было Кондратий. У него известны два сына, Иван и Матвей. Их потомки в XVII веке имели поместья в разных сёлах и деревнях Одоевского уезда (Сычев Н. В. "Из одоевской старины", М. 2019).
Иван Кондратьевич Батвиньев, записан в списке в числе дворян и детей боярских в писцовой книгеи  1628 года. Его сын Михаил Иванович Батвиньев в десятне 1631 году записан в числе «новиков-дворян», в 1672 году за верность и храбрость пожалован грамотою на поместье.
Дворянский род Батвиньевых был записан в VI часть дворянской родословной книги Тульской губернии Российской империи.

## Описание герба
Щит разделен перпендикулярно на две части, из коих в правой части, в золотом поле, поставлены два пальмовых дерева. В левом голубом поле стоящий на траве лев с загнутым хвостом держит в правой передней лапе золотую ветвь.
На щите дворянский коронованный шлем. Нашлемник: три страусовых пера. Намёт на щите голубой, подложенный золотом.
Герб дворянского рода Батвиньевых был записан в Часть V Общего гербовника дворянских родов Всероссийской империи, страница 86.

## Известные представители
- Ботвиньев Алексей Михайлович — стольник в 1692 г.
- Ботвиньев Гавриил Михайлович — стряпчий, стольник в 1692 г.
- Ботвиньев Семён Михайлович — стряпчий в 1692 г.
- Ботвиньевы: Степан Фомич и Иван Михайлович — московские дворяне в 1692 г[4].